# 54852 Меркаталі
54852 Меркаталі (54852 Mercatali) — астероїд головного поясу, відкритий 22 липня 2001 року.
Тіссеранів параметр щодо Юпітера — 3,704.